# Check-up (programma televisivo)
Check-up è un programma televisivo di medicina, nel formato di rubrica, ideato da Biagio Agnes e coordinato da Pasquale Notari.
L'esordio avvenne sabato 29 gennaio 1977 alle ore 12:30 andando in onda su Rai 1 dal 1977 al 2002.

## Storia

### Gli esordi (1977-1987)
Il programma esordì nel 1977 ed era condotto dal giornalista Giorgio Conte e Luciano Lombardi D'Aquino, con la partecipazione di Mario Trufelli che fu anche conduttore nella stagione televisiva 1987 - 1988 in sostituzione di Lombardi con la partecipazione di Elio Sparano.
Nella prima metà degli anni ottanta, la trasmissione condotta da Luciano Lombardi fu trasmessa anche in replica sugli schermi di Telemontecarlo, tra il 1983 e il 1984, per il fatto che la Rai aveva la quota di maggioranza della sede del Principato di Monaco, esattamente nel primo pomeriggio, il lunedì e il venerdì.  La regia e i filmati della sigla erano tutte realizzate da Sandra Sandro Quarra.
Da lunedì 17 giugno 1985, la trasmissione andò in onda anche nel preserale intitolato "L'angolo della salute". In studio con Mario Trufelli c'erano medici ed esperti.
In occasione del suo 10º anno di vita, nella settimana dal 26 al 30 gennaio 1987 la trasmissione ebbe come titolo: "Check-up, dopo 10 anni", e alla conduzione c'era sempre Luciano Lombardi.

### La conduzione con Annalisa Manduca (1987-1997)
Nel 1987 entrò alla conduzione del programma Annalisa Manduca, confermata la longeva regista Sandra Sandro Quarra che aveva realizzato anche i filmati della sigla; furono confermati anche nelle altre edizioni Mario Trufelli ed Elio Sparano, e furono introdotte nel corso del programma due rubriche differenti alternandosi ogni sabato e in ogni settimana: "Macchine per la salute" e "L'altra medicina". In estate del 1989 c'era stata una edizione estiva di "Check-up", sotto la conduzione del giornalista Mario Trufelli. Nello studio di Check-up c'era un video wall.
Nel periodo tra il 1986 e il 1989, la storica rubrica di medicina "Check-up" collaborò con il Radiocorriere TV, dove in ogni numero veniva illustrato oltre l'argomento di puntata anche varie testimonianze di personaggi del mondo della cultura e dello spettacolo. Il programma collaborava anche con Telethon per parlare di distrofia muscolare, argomento trattato da circa 12 anni. In studio c'era un display luminoso per indicare la raccolta fondi per Telethon. Le puntate speciali (Speciale Check-up) erano condotte da Bruno Vespa (1988 - 1990), Piero Badaloni (1991 - 1994), Fabrizio Frizzi (1995 e 1996) e Luigi Necco (1997) con Annalisa Manduca.
Il programma era presente anche sul Televideo della Rai. Dal 1992, oltre alla puntata televisiva, c'è stata anche una replica radiofonica su Radio 2, l'ultima delle quali è stata trasmessa il 7 marzo del 1994, in concomitanza con la nascita della testata unica del Giornale Radio Rai. Il 20 febbraio 1993, la storica rubrica di medicina vide un traguardo storico, la puntata numero 500, parlando dell'infertilità di coppia. Dalla stagione televisiva 1994 - 1995 la trasmissione fu trasmessa anche in replica notturna e mandata in onda alle 02:30 circa nella nottata tra venerdì e sabato, sempre su Rai 1, mentre dalla stagione successiva 1995 - 1996 la trasmissione veniva replicata la domenica mattina, esattamente alle ore 06:00 circa.
Sabato 2 aprile 1994, era intervenuto in qualità di ospite in studio il giornalista Elio Sparano che rispose alle domande del pubblico, oltre ad essere il curatore della storica rubrica "L'altra medicina" che era l'argomento di puntata. Inoltre si parlò anche di omeopatia e di agopuntura, con il professor Francesco Negro, omeopata, endocrinologo e docente di perfezionamento in riflessoterapia all'Università La Sapienza di Roma e il professor Pei Jingchun, medico agopuntore dell'Istituto di medicina tradizionale Cinese nell'Università del Liaoning.

### Gli anni di Livia Azzariti (1997-2002, 2006)
Sulla Rai, tra il 1997 ed il 2002, Check-Up è invece condotto da Livia Azzariti, che ne è pure autrice. Dal 1997 la regia venne affidata a Marisa Vesuviano. Nel 1998 Biagio Agnes ebbe la nomina a direttore di Telemontecarlo, e fu quindi proposto sulla rete Check-up Salute, con gli stessi conduttori di Check-up Manduca e Trufelli e la regista Sandra Sandro Quarra: andò in onda per alcuni mesi nel 1998. La rubrica è poi tornata dal 2006, all'interno di Unomattina, condotto ancora dalla Azzariti. Il 29 gennaio 2007 la storica rubrica ha compiuto 30 anni, nella memoria di Elio Sparano.

### Il ritorno (dal 2021)
Dal 25 settembre 2021 il programma è tornato in onda su Rai 2, nella fascia del sabato mattina, condotto da Luana Ravegnini.
Dal 1º ottobre 2023 il programma trasloca tutte le domeniche dalle 9:40 su Rai 1 sempre con la conduzione di Luana Ravegnini.

## Edizioni
| Edizione | Anno      | Conduzione       | Conduzione                | EmIttente | Regia                |
| -------- | --------- | ---------------- | ------------------------- | --------- | -------------------- |
| 1ª       | 1977-1978 | Giorgio Conte    | Luciano Lombardi D’Aquino | Rai 1     | Sandra Sandro Quarra |
| 2ª       | 1978-1979 | Giorgio Conte    | Luciano Lombardi D’Aquino | Rai 1     | Sandra Sandro Quarra |
| 3ª       | 1979-1980 | Giorgio Conte    | Luciano Lombardi D’Aquino | Rai 1     | Sandra Sandro Quarra |
| 4ª       | 1980-1981 | Giorgio Conte    | Luciano Lombardi D’Aquino | Rai 1     | Sandra Sandro Quarra |
| 5ª       | 1981-1982 | Giorgio Conte    | Luciano Lombardi D’Aquino | Rai 1     | Sandra Sandro Quarra |
| 6ª       | 1982-1983 | Giorgio Conte    | Luciano Lombardi D’Aquino | Rai 1     | Sandra Sandro Quarra |
| 7ª       | 1983-1984 | Giorgio Conte    | Luciano Lombardi D’Aquino | Rai 1     | Sandra Sandro Quarra |
| 8ª       | 1984-1985 | Giorgio Conte    | Luciano Lombardi D’Aquino | Rai 1     | Sandra Sandro Quarra |
| 9ª       | 1985-1986 | Giorgio Conte    | Luciano Lombardi D’Aquino | Rai 1     | Sandra Sandro Quarra |
| 10ª      | 1986-1987 | Giorgio Conte    | Luciano Lombardi D’Aquino | Rai 1     | Sandra Sandro Quarra |
| 11ª      | 1987-1988 | Mario Trufelli   | Elio Sparano              | Rai 1     | Sandra Sandro Quarra |
| 12ª      | 1988-1989 | Annalisa Manduca | Annalisa Manduca          | Rai 1     | Sandra Sandro Quarra |
| 13ª      | 1989-1990 | Annalisa Manduca | Annalisa Manduca          | Rai 1     | Sandra Sandro Quarra |
| 14ª      | 1990-1991 | Annalisa Manduca | Annalisa Manduca          | Rai 1     | Sandra Sandro Quarra |
| 15ª      | 1991-1992 | Annalisa Manduca | Annalisa Manduca          | Rai 1     | Sandra Sandro Quarra |
| 16ª      | 1992-1993 | Annalisa Manduca | Annalisa Manduca          | Rai 1     | Sandra Sandro Quarra |
| 17ª      | 1993-1994 | Annalisa Manduca | Annalisa Manduca          | Rai 1     | Sandra Sandro Quarra |
| 18ª      | 1994-1995 | Annalisa Manduca | Annalisa Manduca          | Rai 1     | Sandra Sandro Quarra |
| 19ª      | 1995-1996 | Annalisa Manduca | Annalisa Manduca          | Rai 1     | Sandra Sandro Quarra |
| 20ª      | 1996-1997 | Annalisa Manduca | Annalisa Manduca          | Rai 1     | Sandra Sandro Quarra |
| 21ª      | 1997-1998 | Livia Azzariti   | Livia Azzariti            | Rai 1     | Marisa Vesuviano     |
| 22ª      | 1998-1999 | Livia Azzariti   | Livia Azzariti            | Rai 1     | Marisa Vesuviano     |
| 23ª      | 1999-2000 | Livia Azzariti   | Livia Azzariti            | Rai 1     | Marisa Vesuviano     |
| 24ª      | 2000-2001 | Livia Azzariti   | Livia Azzariti            | Rai 1     | Marisa Vesuviano     |
| 25ª      | 2001-2002 | Livia Azzariti   | Livia Azzariti            | Rai 1     | Marisa Vesuviano     |
| 26ª      | 2021-2022 | Luana Ravegnini  | Luana Ravegnini           | Rai 2     | Anna Abbate          |
| 27ª      | 2022-2023 | Luana Ravegnini  | Luana Ravegnini           | Rai 2     | Anna Abbate          |
| 28ª      | 2023-2024 | Luana Ravegnini  | Luana Ravegnini           | Rai 1     | Anna Abbate          |
| 29ª      | 2024-2025 | Luana Ravegnini  | Luana Ravegnini           | Rai 1     | Anna Abbate          |

## Comitato scientifico
Dal 1977 al 2002 la trasmissione era coaudivata anche da 10 componenti del comitato scientifico, ovvero da alcuni professori o medici presenti varie volte in trasmissione. Dal 29 gennaio 1977 a sabato 5 gennaio 1991 il comitato scientifico era composto da 10, ma successivamente furono ridotti a 9, dopo la morte del professor Charles Dubost, deceduto improvvisamente l'11 gennaio dello stesso anno 1991. Nel corso dei venticinque anni si sono alternati numerosi esperti come Robert J. White, Gianni Bonadonna, Franco Mandelli, Mario Condorelli, Francesco Crucitti, Thomas Earl Starzl, Umberto Veronesi, Giuseppe Benagiano, Renato Dulbecco, Attilio Maseri, Mario Viganò.

## La sigla del programma
Per più di 20 anni la sigla musicale e grafica sia di testa che di coda è stata composta dal gruppo musicale Atzeta Gemi's e incisa da Renzo Rizzone. Dal 1992 al 1997, la sigla è stata rifatta, sia quella iniziale e che quella finale, e incisa sempre dallo stesso Rizzone, anche la sigla iniziale ha avuto dei cambiamenti.

## Evoluzione dei loghi della trasmissione
Per più di 20 anni, i loghi della trasmissione, caratterizzati da un cervello umano del pensiero, con al centro un uomo su cerchi concentrici creati e serigrafati da Dino Di Santo, hanno subito dei restyling:
- Dal 1977 al 1988 la testa di profilo aveva il collo allungato di 2 centimetri, mentre attorno ai cerchi c'era una figura umana con delle mani sulle tasche. Da ricordare che il logo della trasmissione veniva anche capovolto.
- Dal 1988 al 1997, il collo della testa di profilo viene accorciato di 1 centimetro, mentre una nuova figura umana (questa volta con la mano ai fianchi) veniva cambiata.
- Nel 2021, il logo con il profilo ha 3 cerchi concentrici a scale graduate contornato con dei bordi rossi e appiccicato alla scritta CHECK-UP, con aggiunta di un puntino rosso.